# Merkwiller
Merkwiller (deutsch Merkweiler) ist einer von zwei Ortsteilen der französischen Gemeinde Merkwiller-Pechelbronn im Département Bas-Rhin in der Region Grand Est (bis 2015 Elsass).

## Geschichte
Merkweiler gehörte zum Amt Wörth der Herrschaft Lichtenberg, das im 13. Jahrhundert entstanden war. Als 1480 mit Jakob von Lichtenberg das letzte männliche Mitglied des Hauses verstarb, wurde das Erbe zwischen seinen beiden Nichten, Anna und Elisabeth, geteilt. Anna hatte Graf Philipp IV. von Hanau (1514–1590) geheiratet, Elisabeth von Lichtenberg (* 1444; † 1495) Simon IV. Wecker von Zweibrücken-Bitsch. Das Amt Wörth – und damit auch Merkweiler – kamen bei der Teilung zu Zweibrücken-Bitsch. 1570 kam es zu einem weiteren Erbfall, der das Amt Wörth zur Grafschaft Hanau-Lichtenberg brachte: Graf Jakob von Zweibrücken-Bitsch (* 1510; † 1570) und sein schon 1540 verstorbener Bruder Simon V. Wecker hinterließen nur jeweils eine Tochter als Erbin. Die Tochter des Grafen Jakob, Margarethe (* 1540; † 1569), war mit Philipp V. von Hanau-Lichtenberg (* 1541; † 1599) verheiratet. Zu dem sich aus dieser Konstellation ergebenden Erbe zählte auch die zweite, nicht bereits durch Hanau-Lichtenberg regierte, Hälfte der ehemaligen Herrschaft Lichtenberg. Im 15. Jahrhundert noch als Bestandteil der Herrschaft Lichtenberg nachgewiesen, ist das am Ende des 18. Jahrhunderts nicht mehr der Fall.